# Deftones (musikalbum)
Deftones är det amerikanska bandet Deftones fjärde album och släpptes den 20 maj 2003 av Maverick Records. Skivan har sålts i mer än 500 000 exemplar bara i USA.

## Låtlista
Samtliga låtar är skrivna av Deftones, förutom "Lucky You", som är skriven av Deftones och DJ Crook.
1. "Hexagram" – 4:09
2. "Needles and Pins" – 3:23
3. "Minerva" – 4:17
4. "Good Morning Beautiful" – 3:28
5. "Deathblow" – 5:28
6. "When Girls Telephone Boys" – 4:36
7. "Battle-axe" – 5:01
8. "Lucky You" – 4:10
9. "Bloody Cape" – 3:37
10. "Anniversary of an Uninteresting Event" – 3:57
11. "Moana" – 5:04

## Medverkande
- Stephen Carpenter – gitarr
- Chi Cheng – bas, bakgrundssång
- Abe Cunningham – trummor
- Frank Delgado – keyboard
- Chino Moreno – sång och gitarr

## Singlar och musikvideor
Låtarna "Minerva" och "Hexagram" släpptes även som singlar. Dessa två samt "Bloody Cape" blev också musikvideor.